# Engelhard (Roman)
Engelhard ist ein Roman von Konrad von Würzburg. Konrad von Würzburg verfasste den „Engelhard“ vermutlich um 1273/74. Er besteht aus 6504 Versen. Der Roman handelt von der treuen, unzertrennlichen Freundschaft zwischen Engelhard und Dietrich. Außerdem wird die Liebe zwischen Engelhard und Engeltrud erzählt, deshalb kann der Roman auch als Minneroman gelesen werden.

## Inhalt
Die Erzählung „Engelhard“ von Konrad von Würzburg hat drei Hauptinhalte. Zum einen kann der „Engelhard“ unter der Thematik der „Freundschaftssage“, zum anderen als „Minneroman“ betrachtet werden. Des Weiteren ist die „Heilung vom Aussatz durch das Blut Unschuldiger“ ein Kernmotiv des „Engelhards“.
Den ersten Handlungsstrang bildet die Freundschaft zwischen Engelhard und Dietrich. Sie kennen sich vom Dienst am Hof des Königs Fruote von Dänemark. Engelhard und Dietrich verbindet eine unzertrennliche, treue Freundschaft. Diese wird zweimal auf die Probe gestellt. Bei der ersten Probe hilft Dietrich Engelhard seine Ehre in einem Turnier zu wahren. Bei der zweiten Probe muss Engelhard seine Kinder töten, um mit deren Blut Dietrich von einem schweren Aussatz zu heilen. Diese Freundschaftstreue ist das eine inhaltliche Hauptmotiv der Erzählung.
Der zweite Handlungsstrang beschäftigt sich mit der Minne zwischen Engelhard und Engeltrud, der Tochter des Königs. Bis ihre Liebe erfüllt wird, haben sie einige Prüfungen zu bestehen. Beide Stränge werden getragen durch das Motiv triuwe, sowohl in Freundschaft als auch in Liebe.

## Handlung

### I. Teil: Prolog (216 Verse; Vers 1–216)
Der Prolog ist dem eigentlichen Erzählteil des „Engelhards“ vorangestellt. Im Prolog reflektiert der Autor Konrad von Würzburg über die Treue (Motiv der triuwe). Treue wird als die wertvollste Eigenschaft gelobt, welche dem, der nach der Treue lebt, ein gutes Leben beschert. Außerdem belohnt Gott Menschen, welche die Treue schätzen. Allerdings bemängelt Konrad, dass viele Menschen die Treue als unwichtig erachten. Diese lassen sich auch nicht durch die folgende Geschichte von der Treue überzeugen. Dass er die Geschichte des „Engelhard“ trotzdem erzählen will, begründet Konrad mit dem Wert der Treue, an den er erinnern will. Die Erzählung soll Vorbilder, die durch die Treue Glück erfahren haben, liefern.
Der Prolog enthält eine Selbstreferenz Konrads von Würzburg. Ab Vers 208 heißt es:
| mittelhochdeutsch | deutsch |
| von Wirzeburc ich Kuonrât hân si ze saelden für geleit. […] In tiuscher worte schîne. Ich hân si von latîne In rîme alsô gerithtet […] | Ich, Konrad von Würzburg, habe sie zu ihrem Segen […] im Glanze der deutschen Sprache vorgelegt. Ich habe sie aus dem Lateinischen umgedichtet […] |

### II. Teil: Erzählung des „Engelhards“ (Vers 217–6504)

#### Engelhards Familie / Herkunft / Auszug (V. 217–319)
Engelhards Vater ist ein freiadeliger Herr aus Burgund, allerdings ohne nennenswerten materiellen Besitz. Er hat zehn Kinder. Darunter ist Engelhard. Um seinen Eltern nicht weiter finanziell zur Last zu fallen und sein eigenes Geld zu verdienen, beschließt Engelhard seine Familie zu verlassen. Er will sich eine Anstellung als Knappe am Hof des Königs Fruote von Dänemark verschaffen.

#### Engelhards Reise / Bekanntschaft Dietrichs (V. 320–630)
Engelhards Vater gibt seinem Sohn drei Äpfel mit auf die Reise. Welcher Weggefährte einen angebotenen Apfel mit Engelhard teilt, habe den Test bestanden, wer den Apfel jedoch allein isst, tauge nicht als Freund.
Der dritte Mann, den Engelhard auf seinem Weg trifft, teilt den Apfel mit ihm und besteht so den Test. Zusätzlich schält dieser Gefährte den Apfel und verweist so auf seine höfische Bildung. Es ist Dietrich. Eine Besonderheit Dietrichs ist, dass er Engelhard im Aussehen exakt gleicht. Sie tragen zwar unterschiedliche Kleidung und haben verschiedene Pferde, doch sonst sehen sie gleich aus. Engelhard erkennt in Dietrich einen brüderlichen Freund, sie schwören sich einen Eid der Freundschaft. Dietrich schließt sich Engelhard an. So setzten sie den Weg zu König Fruote von Dänemark gemeinsam fort.

#### Ankunft am Hof (V. 631–851)
Engelhard und Dietrich kommen an König Fruotes Hof an und schildern ihr Anliegen am Hof aufgenommen zu werden, um in den Dienst des Königs zu treten. Sie werden herzlich empfangen. Ihrer Bitte wird entsprochen und sie werden in die Liste der Hofmitglieder aufgenommen. Engelhard und Dietrich leben am Hof gut. Sie sind auf Grund ihrer Tugendhaftigkeit und ihrer vielfältigen Fähigkeiten beliebt. Ihre enge Verbundenheit ist weiterhin ungebrochen.

#### Engeltrud / Engeltruds Liebesentscheidung (V. 852–1249)
König Fruote hat eine Tochter, die auch am Hof lebt. Ihr Name ist Engeltrud und sie ist schön und gut erzogen. Engeltrud hat alle positiven Eigenschaften einer adeligen Dame. Sie beginnt die Männer am Hof auf ihre Tugendhaftigkeit und Treue zu prüfen. Im Zuge dessen verliebt sie sich in Engelhard und Dietrich gleichermaßen. Da beide genau gleich sind, kann sich Engeltrud nicht für einen entscheiden, was sie sehr traurig stimmt. Doch dann erkennt Engeltrud was Engelhard von Dietrich unterscheidet. Sie tragen verschiedene Namen. So stellt Engeltrud einen Namensvergleich an. Sie befindet den Namen Engelhard für den schöneren. Also entscheidet sich Engeltrud Engelhard zu lieben, doch diese Liebe findet im Geheimen statt und ist unerfüllt.

#### Dietrichs Abschied vom Hof (V. 1250–1628)
Eines Tages kommt ein Bote an den Hof, der eine Nachricht für Dietrich überbringt. Dietrichs Vater ist gestorben und seine Mutter, die Herzogin von Brabant, bittet Dietrich heimzukehren, da er die Landesherrschaft geerbt hat. Weder Engelhard, noch der König wussten, dass Dietrich ein Fürst ist. Dietrich bietet Engelhard an, mit ihm zu kommen und die Herrschaft mit ihm zu teilen. Doch Engelhard lehnt ab. Er möchte beim König bleiben und ein Ritter werden und so verabschieden sie sich unter Tränen. Nach seiner Rückkehr nach Brabant wird Dietrich ein erfolgreicher und von seinen Untertanen geschätzter Herrscher.

#### Ritschier von England / Engelhard wird Engeltruds Kammerherr (V. 1629–1965)
Nachdem Dietrich fort ist, steigt Engelhard durch seine Treue weiter in der Gunst des Königs. Alle am Hof schätzen Engelhard, bis auf den Königsneffen Ritschier von England, welcher Engelhard beneidet. Engelhard ist sich dieses Neids bewusst, es kümmert ihn aber nicht. Die Königin stirbt und der Tod ihrer Mutter macht Engeltrud, zusätzlich zu ihrer geheimen, unerfüllten Liebe zu Engelhard, noch betrübter. Der König beschließt seiner Tochter zur Aufmunterung Engelhard als Kammerherren zuzuweisen. Denn:
| mittelhochdeutsch | deutsch |
| lesen unde schrîben, harpfen unde singen tanzen unde springen kann er ûzer mâzen wol. Dâ mite er alle stunde soll Kurzewîle machen dir. | Lesen und schreiben, Harfe spielen und singen, tanzen und springen kann er über die Maßen gut. Damit soll er in jeder Stunde dir Kurzweil bereiten. |

Engelhard bemerkt, dass Engeltrud ihn liebt. Auch Engelhard beginnt Engeltrud zu lieben. Doch auch er gesteht seine Liebe nicht, da er denkt, dass er für Engeltrud zu gering sei.

#### Das Geständnis / Das Versprechen (V. 1966–2464)
In einem Gespräch offenbart Engelhard Engeltrud seine Liebe. Engeltrud jedoch weist ihn ab, da sie durch die Liebe ihre Ehre gefährdet sieht. Durch diese Ablehnung wird Engelhard krank. Alle glauben, er müsse sterben. Engeltrud entschließt sich Engelhard zu helfen. So berichtet Engeltrud ihm, dass ihr Vater ihn und Ritschier in absehbarer Zeit zum Ritter schlagen wolle. Engeltrud empfiehlt Engelhard als Ritter dann ein Turnier zu besuchen. Engeltrud verspricht ihm:
| mittelhochdeutsch | deutsch |
| sô will ich füegen daz wir zwei in freuden mit einander leben und uns diu wunne wirt gegeben diu zwein gelieben wol gezimt. Die wîle man sîn niht vernimt sô muoz uns beiden sanfte sîn. | Dann will ich dafür sorgen, dass wir zwei in Freuden zusammen leben können und uns die Lust gegeben wird, die einem Liebespaar geziemt. Solange man nichts davon erfährt, wird es uns beiden wohl ergehen. |

Mit diesem Versprechen genest Engelhard. Bald darauf schlägt der König Ritschier und Engelhard zu Rittern.

#### Turnier in der Normandie (V. 2465–2895)
Engelhard zieht auf ein Ritterturnier in der Normandie. Er ist dort ein Unbekannter. Allerdings trägt er eine Borte um seinen Helm, als ein Zeichen, dass er von einer Dame ins Turnier geschickt wurde. Im Turnier besiegt Engelhard seinen adligen Gegner und sorgt auch im weiteren Verlauf des Turniers für Gerechtigkeit in den Kämpfen. Engelhard kehrt erfolgreich an den Hof des Königs und zu Engeltrud zurück.

#### Das geheime Treffen (V. 2896–3470)
Engelhard hat Engeltruds Forderungen erfüllt. Er erinnert sie an ihr Versprechen, sich mit ihm zu einem geheimen Liebestreffen einzufinden. An diesem Ort sollen sie ungestört und unbeobachtet sein. Als Engelhard zur verabredeten Zeit im Park eintrifft, erwartet ihn Engeltrud. Engeltrud führt Engelhard an einen Platz im Park, wo sie ein Lager vorbereitet hat. Dort verbringen sie eine Liebesnacht miteinander. Doch Engelhard und Engeltrud bleiben nicht unbeobachtet. Durch ungünstige Umstände befindet sich auch Ritschier in diesem Park. Ritschier überrascht Engelhard und Engeltrud bei ihrem Liebestreffen. Nach dieser Entdeckung stürmt er wütend davon. Engelhard und Engeltrud sind sehr erschrocken, denn Engeltruds Ehre, sowie Engelhards Leben sind durch diesen Vorfall in Gefahr. Sie beschließen beide ihr Treffen vor dem König zu leugnen.

#### Der Verrat (V. 3471–4121)
Unterdessen informiert Ritschier den König über das beobachtete Liebestreffen. Der König ist sehr zornig und auch enttäuscht von Engelhard, weil dieser sein Liebling am Hof war. Der König kann die Verletzung der Ehre seiner Tochter nicht hinnehmen. Deshalb nimmt er Engelhard gefangen. Als der König Engelhard zur Rede stellt, streitet dieser den Vorwurf ab. Doch Ritschier beschuldigt Engelhard unbeirrt weiter. Ritschier fordert Engelhard dazu auf, seine Unschuld bei einem Kampf zwischen ihnen zu beweisen. Der König stimmt dieser Lösung zu: Gott soll den, der die Wahrheit sagt siegen lassen. Sechs Wochen nach diesem Gespräch soll der Kampf stattfinden.

#### Engelhard bittet Dietrich um Hilfe (V. 4122–4595)
Engelhard befürchtet den Kampf gegen Ritschier zu verlieren, da er gelogen hat und eigentlich schuldig ist. Er beschließt sich an Dietrich zu wenden. Nachdem er unter einem Vorwand die Erlaubnis des Königs den Hof für einige Zeit verlassen zu dürfen eingeholt hatte, reist er zu Dietrich nach Brabant. Dort angekommen bittet Engelhard Dietrich um Hilfe. Dietrich soll an Stelle Engelhards kämpfen. Dietrich willigt ein. Da sie genau gleich aussehen, müssen sie nur die Kleider tauschen, um den Rollentausch zu vollziehen. Dietrich reist also zurück zum König und Engelhard bleibt in Brabant. Engelhard übernimmt in Brabant Dietrichs Herrschaft und seine Verpflichtungen.

#### Der Kampf / Die Hochzeit (V. 4596–5130)
Kurz nachdem Dietrich am Hof eintrifft, findet der Kampf statt. Nach einem langen und harten Kampf schlägt Dietrich Ritschier die linke Hand ab. Doch bevor er ihn töten kann, beendet der König den Kampf. Er erklärt Dietrich zum Sieger und gab ihm zur Belohnung Engeltrud zur Frau. Nach der Hochzeit reiste Dietrich zurück nach Brabant und tauschte die Rollen mit Engelhard wieder zurück. So kehrte Engelhard als Engeltruds Mann an den Hof zurück. Nach kurzer Zeit stirbt König Fruote und Engelhard wird neuer König von Dänemark. Mittlerweile hat er zwei Kinder.

#### Dietrichs Krankheit (V. 5131–5424)
Dietrich wird nach seiner Rückkehr krank. Er bekommt Aussatz. Kein Arzt kann ihn heilen. Dietrich merkt, dass sich seine Frau und seine Untertanen vor ihm ekeln. Also lässt er sich ein Haus in der Einöde bauen, in dem er voran lebt. Dietrich geht es so schlecht, dass er sterben möchte.

#### Die Erscheinung (V. 5425–5691)
Im Schlaf erscheint Dietrich ein Engel. Der Engel sagt Dietrich, dass er durch das Blut von Engelhards Kindern geheilt werden kann. Dies sei die einzige Möglichkeit. Doch Dietrich zieht diese Lösung nicht in Erwägung. Als es ihm nun aber immer schlechter geht, beschließt Dietrich doch zu Engelhard zu reisen und mit ihm zu sprechen.

#### Gespräch& Entscheidung (V. 5692–6227)
Dietrich erzählt Engelhard lange nicht von seiner Erscheinung. Erst als dieser ihn fragt, ob es wirklich kein Mittel gegen seinen Aussatz gäbe, eröffnet Dietrich Engelhard den Traum. Engelhard hadert kurz mit sich. Doch er kommt zu dem Entschluss, dass er Dietrich dieses Opfer aus Freundestreue schuldig ist.

#### Mord / Heilung / Wunder (V. 6228–6455)
Bei passender Gelegenheit betritt Engelhard das Zimmer, in welchem seine Kinder schlafen. Er weint und fällt dreimal in Ohnmacht. Dann küsst er seine Kinder und schlägt ihnen mit seinem Schwert den Kopf ab. Ihr Blut bringt er zu Dietrich. Nachdem er Dietrich mit dem Blut begossen hatte, ist dieser wieder vollständig geheilt. Als Engelhard in seinen Palast zurückkehrt, findet er dort seine Kinder lebend vor. Gott hat ein Wunder vollbracht. Die Kinder haben nur eine ringförmige Narbe um den Hals. Alle sind froh und leben noch lange glücklich.

### III. Teil: Epilog (V. 6456–6504)
Im Epilog wird, wie im Prolog, auf den Wert der Treue verwiesen. Die Geschichte soll als Beispiel dafür dienen, wie Gott Treue belohnt. Auch im Jenseits wird Treue und Wahrheit belohnt.

## Personen

### Engelhard
Schon zu Beginn des Romans wird herausgestellt, dass Engelhard ein ganz besonderer Mensch ist.
| mittelhochdeutsch                                                                              | deutsch                                                                                                  |
| doch kunde ir einer drunder liuhten für si alle rehte als ein kristalle ûz kiselingen schînet. | doch einer von ihnen leuchtete zwischen ihnen allen so wie ein Kristall aus Kieselsteinen hervorfunkelt. |

Engelhard ist tugendhaft und, wie sein Vater, Anhänger der Treue. Engelhard verliebt sich in Engeltrud. Sein Freund Dietrich kämpft für ihn, sodass Engelhard Engeltrud heiraten kann. Daraufhin wird Engelhard König von Dänemark.

#### Sozialer Aufstieg
Engelhard steigt vom niederen Adel aus eigener Kraft, dank seiner triuwe, zum König von Dänemark auf. Das ist ein enormer sozialer Aufstieg. Allerdings geschieht dieser Aufstieg zunächst durch Täuschung und Betrug. Dafür wird zuerst Dietrich mit Aussatz von Gott bestraft, denn er hat die Idee für den Betrug gehabt. Doch auch Engelhard muss seine Kinder opfern, bevor er endgültig seine neugegründete Königsdynastie genießen kann.

### Dietrich
Dietrich ist der brüderliche Freund Engelhards. Außerdem ist er Herzog und später König von Brabant. Er gleicht Engelhard sowohl in der äußeren Erscheinung, als auch charakterlich. Dietrich beweist Engelhard seine Treue, indem er für ihn gegen Ritschier kämpft. Diese Treue wird belohnt, denn Engelhard heilt ihn von seiner ernsthaften Erkrankung, dem (meist unheilbaren) Aussatz. Dietrich erfährt die Aussatzheilung durch das Blut von Engelhards Kindern.

### Engeltrud
Engeltrud ist die Tochter des Königs Fruote von Dänemark. Zwischen ihr und Engelhard findet eine Minnebeziehung statt. Sie heiratet Engelhard am Ende. Die frappierende Namensähnlichkeit zwischen Engelhard und Engeltrud hat Konrad von Würzburg bewusst eingesetzt. Der zeitgenössische Rezipient verstand durch die Namensähnlichkeit sofort, dass Engelhard und Engeltrud füreinander bestimmt sind.

### Ritschier von England
Ritschier ist der Neffe des Königs Fruote von Dänemark. Er ist der böse Kontrahent von Engelhard und Dietrich. Ritschier ertappt Engelhard bei dessen Liebestreffen mit Engeltrud. So kommt es zu dem Kampf um die Ehre Engelhards, in welchem Dietrich für seinen Freund kämpft. In der darauf folgenden Bestrafung Ritschiers ist eine Besonderheit des „Engelhard“ zu sehen. Denn Ritschier wird nicht getötet, wie es der „Amicus und Amelius“ Stofftradition entsprechen würde, sondern ihm wird nur die linke Hand abgeschlagen.

## Form
Der „Engelhard“ besteht aus 6504 Versen. Er ist der Literaturgattung Epik zuzuordnen. Der „Engelhard“ lässt sich in drei Teile gliedern, den Prolog (V. 1–216), den Hauptteil, welcher die eigentliche Erzählung enthält (V. 217–6455) und den Epilog (V. 6456–6504). Der Prolog besteht aus elf achtzeiligen Strophen mit Schlagreim. Die Erzählung des „Engelhards“ ist im Paarreim verfasst.

## Einordnung in das Werk Konrads von Würzburg

### Auftraggeber
Für den „Engelhard“ nennt Konrad von Würzburg keinen Auftraggeber oder Gönner. Es ist aber davon auszugehen, dass es sich bei „Engelhard“ um ein Auftragswerk handelt, bei welchem die schlechte Überlieferungslage den Grund für die fehlende Nennung des Auftraggebers liefert. Deshalb gibt es in der Forschung nur Theorien über mögliche Auftraggeber beziehungsweise Gönner.
Dass Konrad von Würzburg einen der Protagonisten Dietrich nennt, kann einen Hinweis auf eine Verbindung zum Haus Kleve geben. Der Name Dietrich ist „der Leitname des Hauses Kleve“ zu Konrads Zeit gewesen. Hier wird also der Auftraggeber vermutet. Doch zu dieser These gibt es auch Widerspruch. Reinhard Bleck führt an, dass der Name Dietrich ein häufig anzutreffender Name gewesen sei. Außerdem passe der Beiname „von Brabant“ nicht zu einer Verbindung mit dem Haus Kleve.

### Datierung
Es ist unklar, in welchem Jahr Konrad von Würzburg den „Engelhard“ schrieb. Eine Datierung kann nur über Hinweise, die der Text selbst liefert, stattfinden. Die Forschung sieht in der Namensgebung, welche Konrad im „Engelhard“ verwendet, den wichtigsten Hinweis zur Datierung.
Der Name „Ritschier von Engellant“ legt eine Assoziationsabsicht Konrads von Würzburg mit Richard von Cornwall nahe. Nun ist Ritschier von England im „Engelhard“ der ungemütliche Widersacher des Helden Engelhard. Diese negative Konnotation passt aus Sicht der Forschung nicht zu Konrads früherem Werk „Das Turnier von Nantes“. In diesem kleineren Werk wird Richard von Cornwall von Konrad von Würzburg idealisiert. Als eine Erklärung für diese Diskrepanz kann der Tod Richards von Cornwall 1272 gelten. Rudolf von Habsburg wurde nun, im Jahr 1273, deutscher König. Rudolf von Habsburg verhielt sich im Hinblick auf sein politisches Handeln, als hätte es Richard von Cornwall nicht gegeben. Es ist davon auszugehen, dass Konrad von Würzburg dieser veränderten Situation Rechnung trug, indem er mit Ritschier von Engellant eine Figur schuf, welche negative Assoziationen zu Richard von Cornwall erzeugte. Dies ist somit auch ein Datierungshinweis. „Engelhard“ müsste somit nach der Königswahl am 1. Oktober 1273 verfasst worden sein.

### Entstehungsort
Als Entstehungsort ist Basel anzunehmen. Das begründet sich auf der Annahme, dass dort Konrads von Würzburgs Lebensmittelpunkt um 1273/74 lag und dort die Auftraggeber für andere Werke Konrads ansässig waren.

## Überlieferung
Der „Engelhard“ ist nur in einem Druck erhalten. Es ist der Frankfurter Druck von 1573. Der Drucker Kilian Han legt diesen zur Fastenmesse 1573 vor. Dieser Frankfurter Druck umfasst 132 Blätter in Kleinoktav-Format. Es gibt eine Bebilderung mit 57 Holzschnitten. Hier hat Kilian Han aus schon vorhanden gewesenen Holzschnitten, welche für andere Drucke bereits benutzt wurden, bedient. Es gibt 14 Bildwiederholungen, sodass insgesamt 43 verschiedene Bilder genutzt wurden. Heute sind noch sieben Ausfertigungen des ursprünglichen Frankfurter Druckes vorhanden.

## Motive

### Triuwe
Die Tugend triuwe ist ein Kernmotiv des „Engelhard“. Konrad von Würzburg betont, dass die Treue eine in nahezu allen gesellschaftlichen Bereichen nützliche Eigenschaft ist. Konrad schafft einen pragmatischen Treuebegriff, bei welchem die Treue auch einen Nutzen mit sich bringen soll. Dies ist in Abgrenzung zu dem traditionellen, von der Vasallentum her definierten Begriff der Treue zu sehen. Sowohl die Freundschaft zwischen Engelhard und Dietrich, als auch die Liebesbeziehung zwischen Engelhard und Engeltrud wird unter den Begriff triuwe gestellt. Es ist herauszustellen, dass die Treue stets eine Eigenschaft ist, die kleine Gruppen oder Individuen in der Gesellschaft zu verschiedenen Zeitpunkten anwenden. Dieses Konzept der Treue ist eher auf die persönlichen Beziehungen des Einzelnen gemünzt als auf eine Gruppe.

### Minne
Die Minne-Beziehung findet zwischen Engelhard und Engeltrud statt. Hier ist strittig, ob Konrad von Würzburg mit der Charakterisierung Engeltruds ein neues, nicht von klassisch-höfischen Erwartungen geprägtes Frauenbild transportieren wollte. Engeltrud wird als klug, selbstständig, energisch und berechnend dargestellt. Doch Engelhard verliebt sich vor allem wegen ihrer Schönheit in sie. In seinem Verliebtsein zeigt Engelhard die für die Minne typischen Erscheinungen. Er wird krank und ohnmächtig vor unerfüllter Liebe. Genau dies ist der Charakter einer Minne, eine unerreichbare Dame wird angebetet und bis aufs äußerste verehrt. Indem der Autor hier ein „Schäferstündchen“ zwischen beiden einbaut, geht dies jedoch eindeutig über den „reinen“ Aspekt der Minne hinaus. Doch es endet gut, Engelhard heiratet Engeltrud und erfährt durch sie den sozialen Aufstieg zum König von Dänemark.

## Der „Amicus und Amelius“-Stoff
Die thematische Vorlage für den „Engelhard“, ausgenommen der Minnethematik, ist der „Amicus und Amelius“-Stoff. Die erste schriftliche Stoffbearbeitung erscheint Ende des 11. Jahrhunderts. Radulfus Tortarius verschriftlicht „Amicus und Amelius“ in einer mittellateinischen Versbearbeitung. Der „Amicus und Amelius“ Stoff beinhaltet drei Hauptelemente, welche sich in etwas modifizierter Form im „Engelhard“ wiederfinden. Zum einen geht es um die Konstruktion von Gleichheit in einer Freundschaft. Diese Gleichheit wird durch gegenseitiges Beweisen der Treue hergestellt. Ein weiteres Motiv ist der Identitätstausch in einem Kampf. Das dritte Hauptmotiv, welches Konrad von Würzburg für seinen „Engelhard“ übernimmt, ist die Aussatzheilung durch das Blut zuvor geopferter Kinder. Im Gegensatz zu Hartmann von Aue, dem Verfasser des Armen Heinrich, stellt Konrad die medizinischen Aspekte realitätsnäher dar und bringt in sein Werk auch in Anlehnung an Avicennas Kanon der Medizin einen Zeichenkatalog zu Lepraschau ein.
Konrad von Würzburg verweist selbst im Prolog und im Epilog auf eine lateinische Vorlage, welche er übersetzt hat. Konrads Bearbeitung des „Amicus und Amelius“ Stoff ist dem romanhaften Zweig zuzuordnen. Dieser zeichnet sich durch eine „weitgehende Entkleidung des Stoffes von legendarisch-hagiographischen Motiven“ aus.

### Textausgaben
- Konrad von Würzburg: Das Turnier von Nantes. In: Edward Schröder (Hrsg.): Kleine Dichtungen Konrads von Würzburg. Band 2: Der Schwanritter. Das Turnier von Nantes. Mit einem Nachwort von Ludwig Wolff. 3. Auflage. Weidmann, Berlin 1959.
- Paul Gereke (Hrsg.): Konrad von Würzburg, Engelhard (= Altdeutsche Textbibliothek. Nr. 17). 2. Auflage, bearbeitet von Ingo Reiffenstein, Niemeyer, Tübingen 1963; 3., neubearbeitete Auflage, herausgegeben von Ingo Reiffenstein, ebenda 1982, ISBN 3-484-21117-2.[34]
- Konrad von Würzburg: Engelhard (= Göppinger Arbeiten zur Germanistik. Band 501). Nach dem Text von Ingo Reiffenstein ins Neuhochdeutsche übertragen, mit einem Stellenkommentar und einem Nachwort von Klaus Jörg Schmitz. Kümmerle, Göppingen 1989, ISBN 3-87452-738-7.
- Hans-Hugo Steinhoff (Hrsg.): Ein schöne Historia von Engelhart aus Burgunt. Der „Engelhard“ Konrads von Würzburg in Abbildung des Frankfurter Drucks von 1573 (= Litterae. Göppinger Beiträge zur Textgeschichte. Nr. 107). Mit einer bibliographischen Notiz zu Kilian Han. Kümmerle, Göppingen 1987, ISBN 3-87452-676-3.
- M. Haupt: Engelhard. Leipzig 1844.

### Sekundärliteratur
- Reinhard Bleck: Überlegungen zur Entstehungssituation der Werke Konrads von Würzburg, in denen kein Auftraggeber genannt wird (= Wiener Arbeiten zur Germanischen Altertumskunde und Philologie. Bd. 29). Halosar, Wien 1987, ISBN 3-900269-29-7.
- Rüdiger Brandt: Konrad von Würzburg (= Erträge der Forschung. Bd. 249). Wissenschaftliche Buchgesellschaft, Darmstadt 1987, ISBN 3-534-09472-7.
- Rüdiger Brandt: Konrad von Würzburg. Kleinere epische Werke (= Klassiker-Lektüren. Bd. 2). 2., neu bearbeitete und erweiterte Auflage. Schmidt, Berlin 2009, ISBN 978-3-503-09867-5.
- Timothy R. Jackson: Typus und Poetik. Studien zur Bedeutungsvermittlung in der Literatur des deutschen Mittelalters (= Euphorion. Beihefte. Bd. 45). Winter, Heidelberg 2003, ISBN 3-8253-1540-1.
- Erich Kaiser: Das Thema der unheilbaren Krankheit im „Armen Heinrich“ Hartmanns von Aue und im „Engelhard“ Konrads von Würzburg und weiteren mittelhochdeutschen Gedichten. Tübingen 1964 (Tübingen, Universität, phil. Dissertation, 1965).
- Hartmut Kokott: Konrad von Würzburg. Ein Autor zwischen Auftrag und Autonomie. Hirzel, Stuttgart 1989, ISBN 3-7776-0465-8 (Zugleich: Frankfurt am Main, Universität, Habilitations-Schrift, 1987).
- Inge Leipold: Die Auftraggeber und Gönner Konrads von Würzburg. Versuch einer Theorie der „Literatur als soziales Handeln“ (= Göppinger Arbeiten zur Germanistik. Bd. 176). Kümmerle, Göppingen 1976, ISBN 3-87452-308-X (Zugleich: München, Universität, Dissertation, 1975).
- Günter Mayer: Probleme der Sangspruchüberlieferung. Beobachtungen zur Rezeption Konrads von Würzburg im Spätmittelalter. München 1974 (München, Universität, Dissertation, 1974).
- Wolfgang Monecke: Studien zur epischen Technik Konrads von Würzburg. Das Erzählprinzip der „wildekeit“ (= Germanistische Abhandlungen. Bd. 24, ISSN 0435-5903). Mit einem Geleitwort von Ulrich Pretzel. Metzler, Stuttgart 1968 (Zugleich: Hamburg, Universität, Habilitations-Schrift, 1963).
- Oetjens, Lena: Amicus und Amelius Im europäischen Mittelalter: Erzählen von Freundschaft im Kontext der Roland-Tradition. Texte und Untersuchungen (= Münchener Texte und Untersuchungen zur deutschen Literatur des Mittelalters. Band 145). Reichert, Wiesbaden 2016.
- Elisabeth Rast: Vergleich, Gleichnis, Metapher und Allegorie bei Konrad von Würzburg. Mayr, Würzburg 1936 (Heidelberg, Universität, Dissertation, 1934).
- Richard Schrodt: System und Norm in der Diachronie des deutschen Konjunktivs. Der Modus in althochdeutschen Inhaltssätzen (Otfrid von Weißenburg – Konrad von Würzburg) (= Linguistische Arbeiten. Bd. 131). Niemeyer, Tübingen 1983, ISBN 3-484-30131-7.
- Silke Winst: Amicus und Amelius. Kriegerfreundschaft und Gewalt in mittelalterlicher Erzähltradition (= Quellen und Forschungen zur Literatur- und Kulturgeschichte. Bd. 57 = (291)). de Gruyter, Berlin u. a. 2009, ISBN 978-3-11-021263-1 (Zugleich: Berlin, Freie Universität, Dissertation, 2007/2008).